# Thore Risberg
Thore Risberg, folkbokförd Carl Tore Risberg, född 3 juni 1909 i Johannes församling i Stockholm, död 31 juli 1975 i Farsta församling i Stockholm, var en svensk dragspelare och kapellmästare.
Han började spela dragspel som sjuåring och debuterade i radio 1928. Risberg turnerade i hela Sverige både som orkestermedlem och som kapellmästare. Han var även engagerad vid Wallys Circusrevy 1945.
Thore Risberg var från 1935 till sin död gift med Ella Margareta Lennbom (1910–1996). En dotter till paret är sångerskan Annica Risberg (född 1941).
Risberg, som till yrket var byggnadsingenjör, är begravd på Skogskyrkogården i Stockholm.

## Skivinspelningar på skivmärket Oliver
- Hoppsan / Br. Ringström - Thore Risberg (Insp. 04.1930) / A 527 /
- Ellas hambo / Br. Ringström - Thore Risberg (Insp. 04.1930) / A 527 /
- Lätt Anders Jansa / Br. Ringström - Thore Risberg (Insp. 04.1930) / A 529 /
- Mårbackavalsen / Br. Ringström - Thore Risberg (Insp. 04.1930) / A 529 /
- På isen / Br. Ringström - Thore Risberg (Insp. 04.1930) / A 535 /
- Jägarpolka / Br. Ringström - Thore Risberg (Insp. 04.1930) / A 537 /
- Friska vindar / Br. Ringström - Thore Risberg (Insp. 04.1930) / A 537 /
- Blinda Kalles vals / Br. Ringström - Thore Risberg (Insp. 04.1930) / A 546 /
- Full fart / Br. Ringström - Thore Risberg (Insp. 04.1930) / A 546 /